# Soul bianco
Soul bianco (in inglese blue-eyed soul) è un termine generico usato per indicare la musica soul interpretata dai bianchi. D'altra parte non si tratta di uno stile specifico di musica, dato che questo termine è stato utilizzato, a partire dagli anni sessanta, per riferirsi a differenti artisti e gruppi musicali, quali:
- cantanti bianchi del genere Rhythm and blues, come Amy Winehouse, Timi Yuro, Tom Jones, Teena Marie, Jon B., Michael McDonald, Hall & Oates, Anastacia, Giorgia, Alex Baroni, Joss Stone, Duffy, Mario Biondi, Lana Del Rey, Jess Glynne, Adele e Christina Aguilera
- una generazione di artisti inglesi a cui si riferì la stampa britannica verso la fine degli anni ottanta, tra i quali Alison Moyet, Simply Red, Human League, Rick Astley, Spandau Ballet e Culture Club, che avevano elementi comuni alle case discografiche Motown e Stax, specializzate nei settori soul e rhythm and blues.

## Storia
Tuttavia il soul bianco, come veniva chiamato negli anni sessanta e nei primi anni settanta, alludeva ai cantanti di etnia bianca il cui stile veniva fortemente influenzato dal R&B dell'epoca. All'inizio si riferiva ad artisti come Eric Burdon, Dusty Springfield e Van Morrison, per evolvere in seguito verso The Box Tops, David Bowie e Joe Cocker. In alcuni casi, tra cui si distinsero The Flaming Ember e The Rascals, alla radio venivano presentati come artisti di colore (molte volte di proposito, per non perdere gli ascolti della comunità nera, che rifiutava spesso questo genere di artisti).
È a George Woods, noto presentatore radiofonico della importante stazione radio WDAS di Philadelphia specializzata nel genere, che viene attribuita la coniazione del termine blue-eyed soul, con cui descriveva la musica del duo bianco Righteous Brothers, assai apprezzata nel palinsesto delle radio rhythm and blues e che, da queste stazioni radio, aprì la strada ad altri cantanti bianchi dotati di una analoga vena soul. Quando, nel 1999, cominciò a girare in radio la voce di Anastacia, le venne attribuita l'immagine di una grassa donna nera. Quando uscì il videoclip della sua hit I'm Outta Love, il mondo rimase esterrefatto, in quanto "avevano davanti ai loro occhi una piccola donna bianca e bionda". In misura minore, questo termine si può applicare ad altri generi musicali derivati dal vero soul (come il dirty pop, l'urban soul o l'hip hop soul) così come ad artisti che si rifanno al soul e le cui composizioni hanno molto in comune con questo genere, come Justin Timberlake, Kelly Clarkson, JoJo ed altri.